# Tenuipalpus lawrencei
Tenuipalpus lawrencei är en spindeldjursart som beskrevs av Baker och Pritchard 1960. Tenuipalpus lawrencei ingår i släktet Tenuipalpus och familjen Tenuipalpidae. Inga underarter finns listade i Catalogue of Life.